# René de Tinguy
Pour les articles homonymes, voir Tinguy.
René Henri de Tinguy de la Sauvagère, né à Saint-Fulgent le 17 avril 1750, fusillé dans les fosses du château de Noirmoutier entre le 6 et le 9 janvier 1794, est un chef vendéen durant la Révolution.

## Biographie
René de Tinguy est le fils de Jean Abraham de Tinguy, seigneur de La Sauvagère, et de Perrine Bruneau de La Giroulière.
Destiné à l'état ecclésiastique, il est pourvu de la chapellenie de Saint-Antoine dans l'église de Saint-Denis-la-Chevasse.
En 1789, l'abbé de la Sauvagère quitte les ordres et épouse Thérèse-Ursule du Plessis de Grénedan (petite-fille de René Montaudouin, tante de Louis-Joseph du Plessis-Mauron de Grenédan et de François-Fortuné du Plessis-Mauron de Grenédan).
Sous-commissaire de la marine à Noirmoutier, il rejoint l'insurrection vendéenne. 
En mars 1793, lors du soulèvement du marais de Challans, il se mit à la tête de la paroisse de Bouin avec Hardouin et Frisaye. Il prit part aux côtés de Guerry à la première prise de Noirmoutier le 16 mars 1793 et succéda à Louis-Marie de La Roche Saint-André au commandement de Barbâtre.
Après avoir rejoint Charette, il reprit avec lui l'île de Noirmoutier au mois d'octobre suivant et en fut alors nommé gouverneur au nom de Louis XVII par Charette. 
Il s'illustra à la défense de Noirmoutier en janvier 1794, mais, capturé par les Républicains, Tinguy fut fusillé dans les fossés du château de Noirmoutier entre le 6 et le 9 janvier.